# Бенк-стріт (міст)
Міст Бенк-стріт (англ. Bank Street Bridge, також Bank Street Canal Bridge) — міст у місті Оттава. Є ділянкою Бенк-стріт, що проходять через канал Рідо. З'єднує міські райони Гліб (північний берег каналу) та Олд-Оттава-Саут (південний берег). Проходить над міськими дорогами шосе Королеви Єлизавети (північний берег) та шосе Полковника Бая (південний берег) відповідно.

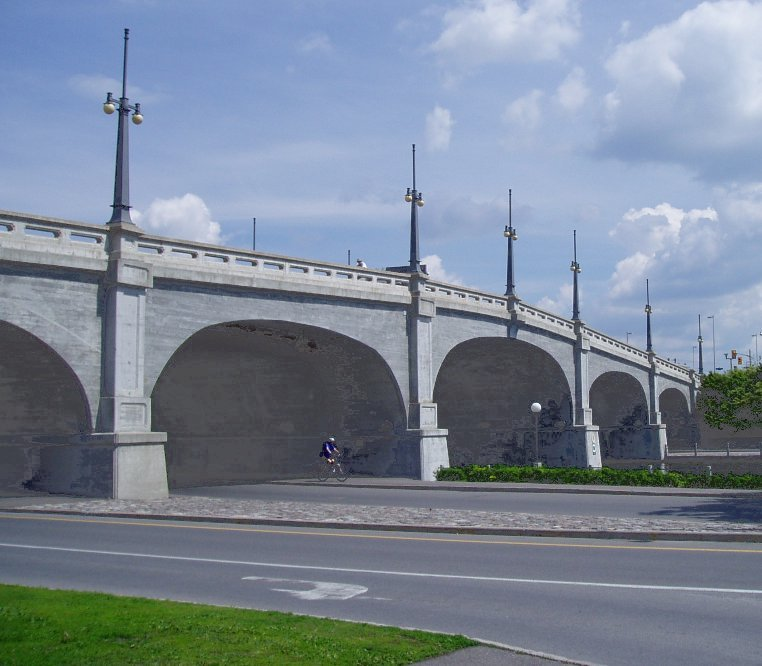
Бенк-стріт у 2005 році

Спочатку, 1866 року, на цій ділянці був споруджений дерев'яний міст. Через кілька років на його місці було зведено сталевий поворотний міст. У 1912 році він був розібраний, а на тому місці побудований сучасний більш високий Bank Street Canal Bridge. Міст спирається на шість склепінчастих опор і був спроектований високим для того, щоб не виникало необхідності розводити його або повертати для пропуску човнів та барж, що пропливають каналом. .
Щозими канал замерзає, утворюючи під мостом і на відстані декількох кілометрів, в обидва боки, найбільшу в світі природну ковзанку. Міст в цьому місці забезпечує додатковий захист від удару й тріщин на зовнішній поверхні льоду. Деякий час велися розмови про його демонтаж, проте врешті-решт міст був повністю відреставрований тільки в 1993 р.